# Richard Eckersley
Richard Jon Eckersley (født 12. marts 1989 i Salford, England) er en engelsk tidligere fodboldspiller der spillede som forsvarer. Han repræsenterede blandt andet Manchester United, Burnley og New York Red Bulls. Han er lillebror til Adam Eckersley. 